# Васютинська сотня
Васютинська сотня — адміністративно-територіальна та військова одиниця за Гетьманщини. Сотений центр — село Васютинці.
Сформована у складі Іркліївського полку весною 1648 року. За Зборівською угодою 1649 р. 16 жовтня сотня ліквідована, а територія і склад перейшли до 2-ї Іркліївської сотні.